# Галицька греко-католицька митрополія
Га́лицька митропо́лія — греко-католицька (унійна) митрополія з центром у Львові й юрисдикцією на Галичину, утворена 1808 року Папою Римським Пієм VII як центральна митрополія Української греко-католицької церкви. Перестала існувати у 2005 році, коли осідок предстоятеля УГКЦ було перенесено до Києва.

## Історія
У 1596 році київський митрополит Михайло Рагоза підписав Берестейську унію з Католицькою Церквою, а Київська (православна) митрополія стає унійною з Римом, відновлюючи таким чином первісну єдність Церкви, яка тривала до схизми 1054 року. Лише у 1620 році, після висвяти єрусалимським патріярхом Теофаном III нового митрополита та єпископів на ті престоли, які посідали унійні владики, з'являються дві паралельних єрархії, предстоятелі яких носять той самий титул — митрополита Київського, Галицького і всієї Руси — та канонічно вважають «своєю» ту саму територію, хоча реально здійснюють свої повноваження лише стосовно тих, хто визнає їхню юрисдикцію.
В результаті трьох поділів Речі Посполитої Київська унійна митрополія була поділена між двома імперіями: Київська архієпархія, а також волинські та білоруські владицтва після другого та третього поділу опинилися під Російською імперією, а дві галицькі єпархії — Львівська і Перемиська, а також Холмська — відійшли до Габсбурзької монархії. На відміну від Російської імперії, де церква називалася греко-унійною, у володіннях Габсбурґів вона отримала згідно з рексриптом Марії-Терезії 1774 р. назву Греко-католицької. Надалі ці Церкви розвивалися автономно, хоч Київська унійна митрополія формально зберігалася як канонічна інституція до 1808 р. Її останній предстоятель митрополит Теодосій Ростоцький від 1795 до своєї смерті в 1805 р. перебував у Петербурзі під домашнім арештом. Його наступником став, згідно з приписами Замойського собору, архиєпископ Полоцький Іраклій Лісовський, котрий був призначений головою другого (греко-унійного) відділу колегії у справах католиків. У липні 1806 р. був номінований імператором Олександром I митрополитом всіх Унійних Церков у Російській імперії, що було фактичним поділом Київської митрополії.
Ще від 1760-х рр. (тобто за Речі Посполитої) серед галицької церковної ієрархії стала зароджуватися думка про необхідність створення на базі південних єпархій окремої митрополії, з осідком у Львові, незалежної як від львівських латинських архієпископів, так і київських митрополитів.
Восени 1773 року львівський єпископ Лев Шептицький направив цісарці Марії Терезі проєкт, який передбачав дві можливості: першу, це відновлення давньої Галицької митрополії, підпорядкувавши їй Львівську і Перемиську єпархії; та другу, перенести осідок Київської митрополії з Польщі до Австрії, конкретно до Львова, так як керівництво розлогою митрополією по обидва боки кордону підняло б авторитет Австрійської держави.
11 вересня 1806 року цісар Франц I затвердив пропозиції про відновлення Галицької митрополії, що їх випрацювали Антоній Ангелович та Генеральний вікарій Львівської єпархії Михайло Гарасевич. Відень запропонував Папі Римському Пієві VII піднести Львівське єпископство до гідності митрополії в складі трьох владицтв: Львівської архієпархії, Перемиської та Холмської єпархій. На львівського архієпископа й галицького митрополита цісар просив затвердити Антонія Ангеловича, який після смерті холмського єпископа Порфирія Важинського і львівського єпископа Миколу Скородинського залишився єдиним греко-католицьким єпископом у Галичині.
23 лютого 1808 року Папа Римський Пій VII підписав буллу «In universalis Ecclesiae regimine», якою відновив Галицьку митрополію, затвердив номінанта і визнав за ним усі права, що ними користувалися київські митрополити. Події передував тривалий дипломатичний спір та вивчення справи по суті. Спочатку у створенні митрополії було відмовлено (травень 1807 р.) через призначення митрополитом у Росії Іраклія Лісовського та небажання Святого Престолу розділяти Київську митрополію. Лобіювання австрійським урядом справи стало вирішальним чинником.
25 вересня 1808 року відбулося урочисте сходження Антонія Ангеловича на галицький митрополичий престіл, на якому перебував до своєї смерті 1814 року.
У 1848 році митрополія складалася з двох єпархій — Львівської і Перемишльської, нараховувала 1 985 парафій і близько 2 мільйонів 170 тисяч вірних. У 1885 році було створено третю єпархію греко-католицької церкви із центром у Станіславові.
У 1946 році на Львівському соборі, Греко-католицьку церкву було неправосильно зі застосуванням примусу, ліквідовано і підпорядковано Московській патріархії. 
Верховні архієпископи Галицькі, голови Галицької греко-католицької митрополії, перебували в Римі, аж поки у 1989 році церкву було офіційно відновлено в Україні (див.: Підпільна УГКЦ).
У 2005 році Галицьку митрополію було ліквідовано. Голова УГКЦ кардинал Любомир Гузар перебрався у Київ.